# Julio Fuentes Serrano
Julio Fuentes Serrano   (Madrid, 11 de desembre de 1954 - Afganistan, 19 de novembre de 2001) va ser un reporter de guerra espanyol assassinat mentre cobria la Guerra de l'Afganistan de 2001.
Va treballar set anys per a la revista Cambio 16 i el 1989 va ingressar en l'equip fundacional del diari El Mundo. A partir d'aquest moment va cobrir els principals conflictes mundials de finals del segle xx, com les Guerres iugoslaves i la Guerra del Golf. D'estil més aviat atípic, escrivia les cròniques des de la mirada dels més febles i mostrava els conflictes a través dels qui més els patien.
El 19 de novembre de 2001 va ser assassinat en una emboscada contra un comboi de periodistes en el pont de Pul-i-Estikam, en algun punt entre Kabul i Jalalabad (Afganistan), juntament amb altres tres companys de professió: la corresponsal italiana del diari Il Corriere della Sera, María Grazia Cutuli, el càmera australià Harry Burton, que treballava per a l'agència Reuters, i el fotògraf afganès Azizula Haidari.
L'abril de 1997 havia publicat el llibre titulat Sarajevo. Juicio final.
El febrer de 2000 va publicar amb Plaza & Janes una obra de ficció: Rebelión, basada en una possible guerra civil europea a finals del segle XXI.
El 8 d'octubre de 2007, dos dies abans del Dia Mundial contra la Pena de Mort, va ser executat a Kabul Resa Khan, l'assassí de Julio Fuentes, després de ser condemnat per un tribunal el 2004. El Govern espanyol, recollint els desitjos dels familiars dels periodistes morts, havia demanat que es commutés aquesta pena de mort.